# Liste de grandes places urbaines
Cet article recense les plus grandes places urbaines, pour ce qui est de la superficie.

## Liste
De façon générale, une place est un espace public non bâti, desservi par des voies de communication et éventuellement entouré de bâtiments. Ce qui constitue exactement une place varie suivant les cas : certaines d'entre elles peuvent être assimilées à des parcs ou contenir des voies de circulation.
La liste suivante recense les places de plus de 10 000 m² (soit 1 hectare). Les superficies sont, dans bien des cas, approximatives et peuvent ne pas être réellement comparables entre différentes entrées. Pour ces raisons, aucun classement ferme n'est indiqué.
La première colonne contient une traduction littérale du nom de la place ; dans le cas où celle-ci est nettement plus connue en français sous un autre nom, il est précisé entre parenthèses. La deuxième colonne indique le nom de la place dans la langue locale.
| Place                                                                       | Nom local                                                                            | Ville                 | Pays               | Continent | Superficie (m²) | Dimensions (m)       | Notes                    | Coordonnées                            | Photo |
| --------------------------------------------------------------------------- | ------------------------------------------------------------------------------------ | --------------------- | ------------------ | --------- | --------------- | -------------------- | ------------------------ | -------------------------------------- | ----- |
| Place de la Mer d'Étoile (Xinghai)                                          | 星海广场 (xīnghǎi guǎngchǎng)                                                        | Dalian                | Chine              | Asie      | 1 100 000       |                      |                          | 38° 52′ 55″ nord, 121° 35′ 17″ est     |       |
| Place de l'Indépendance (Merdeka)                                           | Medan Merdeka                                                                        | Jakarta               | Indonésie          | Asie      | 1 000 000       |                      |                          | 6° 10′ 30″ sud, 106° 49′ 37″ est       |       |
| Place des Tournesols                                                        | Praça dos Girassóis                                                                  | Palmas                | Brésil             | Amérique  | 570 000         | 800×700              |                          | 10° 11′ 06″ sud, 48° 19′ 59″ ouest     |       |
| Place de la porte de la Paix Céleste (Tian'anmen)                           | 天安门广场 (tiān'ānmén guǎngchǎng)                                                   | Pékin                 | Chine              | Asie      | 440 000         | 880×550              |                          | 39° 54′ 11″ nord, 116° 23′ 28″ est     |       |
| Gran Plaza                                                                  | Macroplaza                                                                           | Monterrey             | Mexique            | Amérique  | 400 000         |                      |                          |                                        |       |
| Place de la Liberté                                                         | 自由廣場 (zìyóu guǎngchǎng)                                                          | Taipei                | Taïwan             | Asie      | 250 000         |                      |                          | 25° 02′ 05″ nord, 121° 31′ 19″ est     |       |
| Plac Defilad                                                                | Plac Defilad                                                                         | Varsovie              | Pologne            | Europe    | 240 000         | 600×400              |                          | 52° 13′ 55″ nord, 21° 00′ 32″ est      |       |
| Place Kouïbychev (ru)                                                       | Площадь Куйбышева (Plochtchad Kouïbytcheva)                                          | Samara                | Russie             | Europe    | 174 000         | 500–530×300–330      |                          | 53° 11′ 46″ nord, 50° 06′ 04″ est      |       |
| Esplanade (ru)                                                              | Эспланада (Esplanada)                                                                | Perm                  | Russie             | Europe    | 152 000         | 950×160              |                          | 58° 00′ 29″ nord, 56° 13′ 01″ est      |       |
| Place de l'Université (en)                                                  | Университетская площадь (Ouniversitetskaïa plochtchad)                               | Moscou                | Russie             | Europe    | 130 000         | 930×140              |                          | 55° 42′ 25″ nord, 37° 32′ 13″ est      |       |
| Place de Moscou                                                             | Московская площадь (Moskovskaïa plochtchad)                                          | Saint-Pétersbourg     | Russie             | Europe    | 130 000         | 640×205              |                          | 59° 51′ 07″ nord, 30° 19′ 23″ est      |       |
| Place des Quinconces                                                        | Place des Quinconces                                                                 | Bordeaux              | France             | Europe    | 126 000         |                      |                          | 44° 50′ 46″ nord, 0° 34′ 23″ ouest     |       |
| Place de la République (ru)                                                 | Республика алаңы (Respoublika alany) Площадь Республики (Plochtchad Respoubliki)     | Almaty                | Kazakhstan         | Asie      | 121 800         | 580×210              |                          | 43° 14′ 17″ nord, 76° 56′ 42″ est      |       |
| Place de la Liberté                                                         | Площа Свободи (Plochtcha Svobody)                                                    | Kharkiv               | Ukraine            | Europe    | 119 000         | 690-750×96-125       |                          | 50° 00′ 14″ nord, 36° 13′ 59″ est      |       |
| Sanam Luang                                                                 | สนามหลวง (sanāmh lūwang)                                                             | Bangkok               | Thaïlande          | Asie      | 114 000         |                      |                          | 13° 45′ 18″ nord, 100° 29′ 35″ est     |       |
| Parker's Piece                                                              | Parker's Piece                                                                       | Cambridge             | Royaume-Uni        | Europe    | 100 000         |                      |                          | 52° 12′ 07″ nord, 0° 07′ 41″ est       |       |
| Parc du Millénaire                                                          | Millennium Park                                                                      | Chicago               | États-Unis         | Amérique  | 99 000          |                      |                          | 41° 52′ 59″ nord, 87° 37′ 23″ ouest    |       |
| Place de l'Unité                                                            | Piața Unirii                                                                         | Bucarest              | Roumanie           | Europe    | 97 000          |                      |                          | 44° 25′ 41″ nord, 26° 06′ 07″ est      |       |
| Place ronde de Poltava                                                      | Кругла площа (Krougla plochtcha)                                                     | Poltava               | Ukraine            | Europe    | 93 500          | 345×345              | Place circulaire         | 49° 35′ 20″ nord, 34° 33′ 04″ est      |       |
| Place de Balcarce                                                           | Plaza de Balcarce                                                                    | Balcarce              | Argentine          | Amérique  | 90 000          | 300×300              |                          | 37° 50′ 46″ sud, 58° 15′ 22″ ouest     |       |
| Pré de la Vallée                                                            | Prato della Valle                                                                    | Padoue                | Italie             | Europe    | 90 000          |                      |                          | 45° 23′ 53″ nord, 11° 52′ 34″ est      |       |
| Place du Millénaire (ru)                                                    | Площадь Тысячелетия (Plochtchad Tysiacheletia) Меңъеллык мəйданы (Meñyıllıq mäydanı) | Kazan                 | Russie             | Europe    | 90 000          | 510×130–250          |                          | 55° 47′ 49″ nord, 49° 06′ 14″ est      |       |
| Place de l'Image du Monde                                                   | میدان نقش جهان, (maidān-e naqsh-e jahān)                                             | Ispahan               | Iran               | Asie      | 89 600          | 560×160              |                          | 32° 39′ 29″ nord, 51° 40′ 37″ est      |       |
| Parc Saint-Étienne                                                          | St Stephen's Green                                                                   | Dublin                | Irlande            | Europe    | 89 000          | 350×255              |                          | 53° 20′ 17″ nord, 6° 15′ 32″ ouest     |       |
| Jemaa el-Fna                                                                | ساحة جامع الفناء (jâmiʻ al-fanâʼ)                                                    | Marrakech             | Maroc              | Afrique   | 86 600          | 240×363              |                          | 31° 37′ 34″ nord, 7° 59′ 20″ ouest     |       |
| Place de la Concorde                                                        | Place de la Concorde                                                                 | Paris                 | France             | Europe    | 86 400          | 240×360              |                          | 48° 51′ 54″ nord, 2° 19′ 16″ est       |       |
| Esplanade                                                                   | Σπιανάδα (Spianáda)                                                                  | Corfou                | Grèce              | Europe    | 84 000          | 412×204              |                          | 39° 37′ 19″ nord, 19° 55′ 26″ est      |       |
| Place Charles                                                               | Karlovo náměstí                                                                      | Prague                | République tchèque | Europe    | 80 550          | 510×130              |                          | 50° 04′ 34″ nord, 14° 25′ 12″ est      |       |
| Place du Musée                                                              | Museumplein                                                                          | Amsterdam             | Pays-Bas           | Europe    | 79 000          |                      |                          | 52° 21′ 29″ nord, 4° 52′ 59″ est       |       |
| Parc public du boulevard (Odori)                                            | 大通公園 (ōdōrikōen)                                                                 | Sapporo               | Japon              | Asie      | 78 900          | 55×1430              |                          | 43° 03′ 36″ nord, 141° 20′ 46″ est     |       |
| Place de l'Empire                                                           | Praça do Império                                                                     | Lisbonne              | Portugal           | Europe    | 78 400          | 280×280              |                          | 38° 41′ 49″ nord, 9° 12′ 25″ ouest     |       |
| Place du drapeau national                                                   | Dövlət Bayrağı Meydanı                                                               | Bakou                 | Azerbaïdjan        | Europe    | 78 300          | 290×270              |                          | 40° 20′ 38″ nord, 49° 50′ 42″ est      |       |
| Plaine de Plainpalais                                                       | Plaine de Plainpalais                                                                | Genève                | Suisse             | Europe    | 78 135          | 640×200              | Place rhomboïdale        | 46° 11′ 53″ nord, 6° 08′ 24″ est       |       |
| Place du Peuple (en)                                                        | 八一广场 (bāyī guǎngchǎng)                                                           | Nanchang              | Chine              | Asie      | 78 000          |                      |                          | 28° 40′ 26″ nord, 115° 54′ 14″ est     |       |
| Cours Léopold et place Carnot                                               |                                                                                      | Nancy                 | France             | Europe    | 76 400          | 470x120 puis 160x125 |                          | 48° 41′ 44″ nord, 6° 10′ 33″ est       |       |
| Place Sükhbaatar                                                            | Сүхбаатарын талбай (Sükhbaatarn talbaï)                                              | Oulan-Bator           | Mongolie           | Asie      | 76 000          |                      |                          | 47° 55′ 08″ nord, 106° 55′ 05″ est     |       |
| Place Kim Il-sung                                                           | 김일성광장 (Kim Il-sŏng kwangjang)                                                   | Pyongyang             | Corée du Nord      | Asie      | 75 000          |                      |                          | 39° 01′ 12″ nord, 125° 45′ 11″ est     |       |
| Place de la Libération (ou Tahrir)                                          | ميدان التحرير (mīdān at-taḥrīr)                                                      | Le Caire              | Égypte             | Afrique   | 74 000          |                      |                          | 30° 02′ 38″ nord, 31° 14′ 10″ est      |       |
| Place Rouge                                                                 | Красная площадь (Krasnaïa plochtchad)                                                | Moscou                | Russie             | Europe    | 73 000          | 300×70               |                          | 55° 45′ 14″ nord, 37° 37′ 12″ est      |       |
| Place de la Victoire (be)                                                   | Плошча Перамогі (Plochtcha Peramogi)                                                 | Vitebsk               | Biélorussie        | Europe    | 72 200          |                      |                          | 55° 11′ 02″ nord, 30° 12′ 14″ est      |       |
| Place de la Révolution                                                      | Plaza de la Revolución                                                               | La Havane             | Cuba               | Amérique  | 72 000          |                      |                          | 23° 07′ 26″ nord, 82° 23′ 10″ ouest    |       |
| Place de l'Indépendance                                                     | Плошча Незалежнасці (Plochtcha Nezalejnastsi)                                        | Minsk                 | Biélorussie        | Europe    | 70 000          |                      |                          | 53° 53′ 46″ nord, 27° 32′ 53″ est      |       |
| La Place                                                                    | The Square                                                                           | Palmerston North      | Nouvelle-Zélande   | Océanie   | 70 000          |                      |                          | 40° 21′ 22″ sud, 175° 36′ 40″ est      |       |
| Place Moreno (es)                                                           | Plaza Moreno                                                                         | La Plata              | Argentine          | Amérique  | 66 700          | 230×290              |                          | 34° 55′ 16″ sud, 57° 57′ 14″ ouest     |       |
| Parc de New Haven (en)                                                      | New Haven Green                                                                      | New Haven             | États-Unis         | Amérique  | 65 000          |                      |                          | 41° 18′ 29″ nord, 72° 55′ 34″ ouest    |       |
| Place des Contrats                                                          | Контрактова площа (Kontraktova plochtcha)                                            | Kiev                  | Ukraine            | Europe    | 65 000          |                      |                          | 50° 27′ 50″ nord, 30° 31′ 05″ est      |       |
| Place de la Liberté                                                         | Plac Wolności                                                                        | Olecko                | Pologne            | Europe    | 64 500          | 212×220×336×253      |                          | 54° 02′ 17″ nord, 22° 30′ 18″ est      |       |
| Place de la Liberté                                                         | Azadlıq meydanı                                                                      | Bakou                 | Azerbaïdjan        | Europe    | 62 700          | 570×110              |                          | 40° 22′ 23″ nord, 49° 51′ 11″ est      |       |
| Place Bellecour                                                             | Place Bellecour                                                                      | Lyon                  | France             | Europe    | 62 400          | 312×200              |                          | 45° 45′ 29″ nord, 4° 49′ 55″ est       |       |
| Place Garibaldi                                                             | Piazza Garibaldi                                                                     | Naples                | Italie             | Europe    | 60 000          |                      |                          | 40° 51′ 07″ nord, 14° 16′ 12″ est      |       |
| Place Ba Dinh                                                               | Quảng Trường Ba Đình                                                                 | Hanoï                 | Viêt Nam           | Asie      | 60 000          | 400×150              |                          | 21° 02′ 13″ nord, 105° 50′ 10″ est     |       |
| Place Victoria (en)                                                         | Victoria Square                                                                      | Adélaïde              | Australie          | Océanie   | 58 000          | 161×322              |                          | 34° 55′ 44″ sud, 138° 36′ 00″ est      |       |
| Place du Pape Jean-Paul II                                                  | II. János Pál pápa tér                                                               | Budapest              | Hongrie            | Europe    | 57 600          | 240×240              |                          | 47° 29′ 42″ nord, 19° 04′ 37″ est      |       |
| Plaza de la Constitución                                                    | Plaza de la Constitución                                                             | Mexico                | Mexique            | Amérique  | 57 600          | 240×240              |                          | 19° 25′ 59″ nord, 99° 07′ 59″ ouest    |       |
| Place de l'État (en)                                                        | כיכר המדינה (kikar hamedinah)                                                        | Tel Aviv-Jaffa        | Israël             | Asie      | 55 000          | 132.5×265            |                          | 32° 05′ 13″ nord, 34° 47′ 24″ est      |       |
| Place Victor Emannuel II                                                    | Piazza Vittorio Emanuele II                                                          | Rome                  | Italie             | Europe    | 55 000          | 316×174              |                          | 41° 53′ 42″ nord, 12° 30′ 14″ est      |       |
| Place Iakoub Kolas                                                          | Плошча Якуба Коласа (Plochtcha Yakouba Kolasa)                                       | Minsk                 | Biélorussie        | Europe    | 52 000          |                      |                          | 53° 54′ 54″ nord, 27° 34′ 59″ est      |       |
| Place Széchenyi                                                             | Széchenyi tér                                                                        | Szeged                | Hongrie            | Europe    | 50 087          |                      |                          | 46° 15′ 14″ nord, 20° 08′ 56″ est      |       |
| Place de la Tour de la Liberté (Azadi)                                      | برج آزادی (borj-e Āzādi)                                                             | Téhéran               | Iran               | Asie      | 50 000          |                      |                          | 35° 42′ 00″ nord, 51° 20′ 17″ est      |       |
| Place du Palais                                                             | Дворцовая площадь (Dvortsovaïa plochtchad)                                           | Saint-Pétersbourg     | Russie             | Europe    | 50 000          |                      |                          | 59° 56′ 20″ nord, 30° 18′ 58″ est      |       |
| Large Theberge                                                              | Largo do Theberge                                                                    | Icó                   | Brésil             | Amérique  | 50 000          |                      | polygonale               | \| 6° 24′ 3″ sud, 38° 51′ 43″ ouest \| |       |
| Grand Parc                                                                  | Grand Park                                                                           | Los Angeles           | États-Unis         | Amérique  | 48 562          |                      |                          | 34° 03′ 22″ nord, 118° 14′ 49″ ouest   |       |
| Place de la Gare (be)                                                       | Прывакзальная плошча (Pryvakzalnaïa plochtcha)                                       | Minsk                 | Biélorussie        | Europe    | 48 000          |                      |                          | 53° 53′ 31″ nord, 27° 33′ 04″ est      |       |
| Place du Soulèvement national slovaque (sk)                                 | Námestie Slovenského národného povstania                                             | Zvolen                | Slovaquie          | Europe    | 48 000          |                      |                          | 48° 34′ 34″ nord, 19° 07′ 34″ est      |       |
| Place du Marché                                                             | Marktplatz                                                                           | Heide                 | Allemagne          | Europe    | 47 000          |                      |                          | 54° 11′ 42″ nord, 9° 05′ 35″ est       |       |
| Place Charles-de-Gaulle                                                     | Place Charles-de-Gaulle                                                              | Paris                 | France             | Europe    | 45 000          | 241×241              | Place circulaire         | 48° 52′ 26″ nord, 2° 17′ 42″ est       |       |
| Place du Pâtis                                                              | Place du Pâtis                                                                       | Montargis             | France             | Europe    | 45 000          |                      |                          | 48° 00′ 04″ nord, 2° 43′ 59″ est       |       |
| Place Venceslas                                                             | Václavské náměstí                                                                    | Prague                | République tchèque | Europe    | 45 000          | 750×60               |                          | 50° 04′ 52″ nord, 14° 25′ 41″ est      |       |
| Place Élisabeth (Erzsébet)                                                  | Erzsébet tér                                                                         | Budapest              | Hongrie            | Europe    | 43 200          | 240×180              |                          | 47° 29′ 53″ nord, 19° 03′ 11″ est      |       |
| Place de la Comédie (Montpellier) Esplanade Charles-de-Gaulle (Montpellier) |                                                                                      | Montpellier           | France             | Europe    | 41 000          |                      | polygonale               | 43° 36′ 30″ nord, 3° 52′ 47″ est       |       |
| Place de la Cathédrale                                                      | Piazza del Duomo                                                                     | Milan                 | Italie             | Europe    | 40 200          |                      |                          | 45° 27′ 50″ nord, 9° 11′ 24″ est       |       |
| Place Auguste                                                               | Augustusplatz                                                                        | Leipzig               | Allemagne          | Europe    | 40 000          |                      |                          | 51° 20′ 20″ nord, 12° 22′ 52″ est      |       |
| Place du 25 mai (es)                                                        | Plaza 25 de Mayo                                                                     | Resistencia           | Argentine          | Amérique  | 40 000          | 200×200              |                          | 27° 27′ 04″ sud, 58° 59′ 13″ ouest     |       |
| Place Viger                                                                 | Place Viger                                                                          | Montréal              | Canada             | Amérique  | 40 000          | 400×100              |                          | 45° 30′ 43″ nord, 73° 33′ 07″ ouest    |       |
| Place Deák                                                                  | Deák tér                                                                             | Sopron                | Hongrie            | Europe    | 40 000          | 870×46               |                          | 47° 40′ 52″ nord, 16° 35′ 13″ est      |       |
| Place Rabin (en)                                                            | כיכר רבין (kikar rabin)                                                              | Tel Aviv-Jaffa        | Israël             | Asie      | 40 000          | 160×250              |                          | 32° 04′ 52″ nord, 34° 46′ 52″ est      |       |
| Place Vittorio Veneto                                                       | Piazza Vittorio Veneto                                                               | Turin                 | Italie             | Europe    | 40 000          | 360×111              |                          | 45° 03′ 54″ nord, 7° 41′ 42″ est       |       |
| Place du Château                                                            | Schloßplatz                                                                          | Berlin                | Allemagne          | Europe    | 39 375          |                      |                          | 52° 31′ 01″ nord, 13° 24′ 04″ est      |       |
| Place de la Victoire                                                        | Плошча Перамогі (Plochtcha Peramogi)                                                 | Minsk                 | Biélorussie        | Europe    | 39 375          |                      |                          | 53° 54′ 29″ nord, 27° 34′ 26″ est      |       |
| Place Washington                                                            | Washington Square Park                                                               | New York              | États-Unis         | Amérique  | 39 000          |                      |                          | 40° 43′ 52″ nord, 73° 59′ 53″ ouest    |       |
| Place du Marché Principal                                                   | Rynek Główny                                                                         | Cracovie              | Pologne            | Europe    | 39 000          | 200×195              |                          | 50° 03′ 43″ nord, 19° 56′ 13″ est      |       |
| Place du Marché                                                             | Rynek                                                                                | Wrocław               | Pologne            | Europe    | 37 920          | 213×178              |                          | 51° 06′ 36″ nord, 17° 01′ 55″ est      |       |
| Place d'Espagne                                                             | Plaza de España                                                                      | Madrid                | Espagne            | Europe    | 36 900          |                      |                          | 40° 25′ 23″ nord, 3° 42′ 47″ ouest     |       |
| Place Masaryk (cs)                                                          | Masarykovo náměstí                                                                   | Jihlava               | République tchèque | Europe    | 36 653          |                      |                          | 49° 23′ 42″ nord, 15° 35′ 28″ est      |       |
| Place des 56 (hu)                                                           | Ötvenhatosok tere                                                                    | Budapest              | Hongrie            | Europe    | 36 500          | 730×50               |                          | 47° 30′ 40″ nord, 19° 04′ 52″ est      |       |
| Place Taksim                                                                | Taksim Meydanı                                                                       | Istanbul              | Turquie            | Europe    | 35 949          |                      |                          | 41° 02′ 13″ nord, 28° 59′ 06″ est      |       |
| Place des Marronniers                                                       | Place des Marronniers                                                                | Saint-Maur-des-Fossés | France             | Europe    | 33 920          |                      |                          | 48° 48′ 15″ nord, 2° 29′ 47″ est       |       |
| Place de l'Unité                                                            | Piața Unirii                                                                         | Cluj-Napoca           | Roumanie           | Europe    | 35 200          | 220×162              |                          | 46° 46′ 08″ nord, 23° 35′ 24″ est      |       |
| Jardin du Roi                                                               | Kungsträdgården                                                                      | Stockholm             | Suède              | Europe    | 35 000          | 350×100              |                          | 59° 19′ 52″ nord, 18° 04′ 16″ est      |       |
| Pré des Archers                                                             | Pré des Archers                                                                      | Thiers                | France             | Europe    | 34 500          | 150×220              |                          | 45° 50′ 58″ nord, 3° 32′ 25″ est       |       |
| Place de la Cathédrale (de)                                                 | Domplatz                                                                             | Erfurt                | Allemagne          | Europe    | 34 500          |                      |                          | 50° 58′ 37″ nord, 11° 01′ 26″ est      |       |
| Place d'Espagne                                                             | Plaça d'Espanya                                                                      | Barcelone             | Espagne            | Europe    | 34 000          |                      |                          | 41° 22′ 30″ nord, 2° 08′ 56″ est       |       |
| Place Bolívar (es)                                                          | Plaza Bolívar                                                                        | Maracay               | Venezuela          | Amérique  | 33 920          | 320×106              |                          | 10° 14′ 56″ nord, 67° 35′ 35″ ouest    |       |
| Place de la République                                                      | Place de la République                                                               | Paris                 | France             | Europe    | 34 000          | 283x119              |                          | 48° 52′ 01″ nord, 2° 21′ 50″ est       |       |
| Place Denfert-Rochereau                                                     | Place Denfert-Rochereau                                                              | Paris                 | France             | Europe    | 32 000          | 220×145              |                          | 48° 50′ 02″ nord, 2° 19′ 55″ est       |       |
| Grote Markt                                                                 | Grote Markt                                                                          | Saint-Nicolas         | Belgique           | Europe    | 31 900          |                      |                          | 51° 09′ 50″ nord, 4° 08′ 24″ est       |       |
| Place Rittenhouse                                                           | Rittenhouse Square                                                                   | Philadelphie          | États-Unis         | Amérique  | 31 700          |                      |                          | 39° 56′ 56″ nord, 75° 10′ 19″ ouest    |       |
| Place Franklin (en)                                                         | Franklin Square                                                                      | Philadelphie          | États-Unis         | Amérique  | 31 700          |                      |                          | 39° 57′ 22″ nord, 75° 09′ 00″ ouest    |       |
| Place Logan (en)                                                            | Logan Square                                                                         | Philadelphie          | États-Unis         | Amérique  | 31 700          |                      |                          | 39° 57′ 29″ nord, 75° 10′ 16″ ouest    |       |
| Place Washington (en)                                                       | Washington Square                                                                    | Philadelphie          | États-Unis         | Amérique  | 31 700          |                      |                          | 39° 56′ 49″ nord, 75° 09′ 07″ ouest    |       |
| Place Mouzinho d'Albuquerque                                                | Praça Mouzinho de Albuquerque                                                        | Porto                 | Portugal           | Europe    | 31 416          |                      |                          | 41° 09′ 29″ nord, 8° 37′ 44″ ouest     |       |
| Place d'Espagne                                                             | Plaza de España                                                                      | Séville               | Espagne            | Europe    | 31 000          | 270×150              | Place semi-circulaire    | 37° 22′ 37″ nord, 5° 59′ 13″ ouest     |       |
| Place du Commerce                                                           | Praça do Comércio                                                                    | Lisbonne              | Portugal           | Europe    | 30 600          | 175×175              |                          | 38° 42′ 29″ nord, 9° 08′ 10″ ouest     |       |
| Place de Tyrš                                                               | Tyršovo náměstí                                                                      | Hostomice pod Brdy    | République tchèque | Europe    | 30 100          | 430×70               |                          | 49° 49′ 30″ nord, 14° 02′ 42″ est      |       |
| Place des Palmistes                                                         | Place des Palmistes                                                                  | Cayenne               | France             | Amérique  | 30 000          |                      |                          | 4° 56′ 05″ nord, 52° 19′ 49″ ouest     |       |
| Place de Catalogne                                                          | Plaça de Catalunya                                                                   | Barcelone             | Espagne            | Europe    | 30 000          |                      |                          | 41° 23′ 13″ nord, 2° 10′ 12″ est       |       |
| Esplanade Charles-de-Gaulle                                                 | Esplanade Charles-de-Gaulle                                                          | Rennes                | France             | Europe    | 29 160          | 180x162              |                          | 48° 06′ 21,8″ nord, 1° 40′ 34,6″ ouest |       |
| Place de la Cathédrale (en)                                                 | Katedros aikštė                                                                      | Vilnius               | Lituanie           | Europe    | 28 600          | 300×90               |                          | 54° 41′ 06″ nord, 25° 17′ 17″ est      |       |
| Place de Jaude                                                              | Place de Jaude                                                                       | Clermont-Ferrand      | France             | Europe    | 28 360          |                      |                          | 45° 46′ 34″ nord, 3° 04′ 55″ est       |       |
| Lincoln's Inn Fields                                                        | Lincoln's Inn Fields                                                                 | Londres               | Royaume-Uni        | Europe    | 28 000          | 200×140              |                          | 51° 30′ 58″ nord, 0° 07′ 01″ ouest     |       |
| Place Napoléon                                                              | Place Napoléon                                                                       | La Roche-sur-Yon      | France             | Europe    | 28 000          | 200×140              |                          | 46° 40′ 14″ nord, 1° 25′ 37″ ouest     |       |
| Place Pey-Berland                                                           | Place Pey-Berland                                                                    | Bordeaux              | France             | Europe    | 27 800          |                      |                          | 44° 50′ 17″ nord, 0° 34′ 41″ ouest     |       |
| Place Russell (en)                                                          | Russell Square                                                                       | Perth                 | Australie          | Océanie   | 27 360          | 228×120              |                          | 31° 56′ 46″ sud, 115° 51′ 22″ est      |       |
| Nouveau Marché (de)                                                         | Neumarkt                                                                             | Cologne               | Allemagne          | Europe    | 27 300          | 250×110              |                          | 50° 56′ 10″ nord, 6° 56′ 53″ est       |       |
| Place de la Foi Jean-Paul II                                                | Plaza de la Fé Juan Pablo II                                                         | Managua               | Nicaragua          | Amérique  | 27 214          |                      |                          | 12° 09′ 32″ nord, 86° 16′ 30″ ouest    |       |
| Place Saint-Nicolas                                                         | Piazza San Niculà                                                                    | Bastia                | France             | Europe    | 27 000          | 300×90               |                          | 42° 42′ 04″ nord, 9° 27′ 04″ est       |       |
| Place de la République (en)                                                 | Naměstí republiky                                                                    | Plzeň                 | République tchèque | Europe    | 26 827          | 193×139              |                          | 49° 44′ 49″ nord, 13° 22′ 41″ est      |       |
| Place des Trois Pouvoirs                                                    | Praça dos Três Poderes                                                               | Brasilia              | Brésil             | Amérique  | 26 400          | 120×220              |                          | 15° 48′ 04″ sud, 47° 51′ 40″ ouest     |       |
| Place du Marché                                                             | Rynek                                                                                | Pułtusk               | Pologne            | Europe    | 25 636          | 377×68               |                          | 52° 42′ 22″ nord, 21° 05′ 28″ est      |       |
| Place des Héros                                                             | Hősök tere                                                                           | Budapest              | Hongrie            | Europe    | 25 600          | 160x160              |                          | 47° 30′ 54″ nord, 19° 04′ 41″ est      |       |
| Place Jean-Jaurès                                                           | Place Jean-Jaurès                                                                    | Marseille             | France             | Europe    | 25 220          |                      |                          | 43° 17′ 42″ nord, 5° 23′ 13″ est       |       |
| Place du Plébiscite                                                         | Piazza del Plebiscito                                                                | Naples                | Italie             | Europe    | 25 000          |                      |                          | 40° 50′ 10″ nord, 14° 14′ 56″ est      |       |
| Plaza del Pilar (es)                                                        | Plaza del Pilar                                                                      | Saragosse             | Espagne            | Europe    | 24 100          |                      |                          | 41° 39′ 22″ nord, 0° 52′ 44″ ouest     |       |
| Place Duccio Galimberti (it)                                                | Piazza Galimberti                                                                    | Coni                  | Italie             | Europe    | 24 000          |                      |                          | 44° 23′ 24″ nord, 7° 32′ 53″ est       |       |
| Place de la Constitution (Syntagma)                                         | Πλατεία Συντάγματος (Plateía Syntágmatos)                                            | Athènes               | Grèce              | Europe    | 23 336          | 156×156              |                          | 37° 58′ 34″ nord, 23° 44′ 06″ est      |       |
| Place Trafalgar                                                             | Trafalgar Square                                                                     | Londres               | Royaume-Uni        | Europe    | 23 000          | 110×110              |                          | 51° 30′ 29″ nord, 0° 07′ 41″ ouest     |       |
| Place Saint-Pierre                                                          | Piazza San Pietro                                                                    | Vatican               | Vatican            | Europe    | 22 783          | 196×148              | Place elliptique         | 41° 54′ 07″ nord, 12° 27′ 22″ est      |       |
| Place du Manoir (it)                                                        | Piazza Magione                                                                       | Palerme               | Italie             | Europe    | 22 200          |                      |                          | 38° 06′ 50″ nord, 13° 22′ 08″ est      |       |
| Place Charles (cs)                                                          | Karlovo náměstí                                                                      | Třebíč                | République tchèque | Europe    | 22 000          | 360×60               |                          | 49° 12′ 58″ nord, 15° 52′ 52″ est      |       |
| Place du Vieux Marché                                                       | Old Market Square                                                                    | Nottingham            | Royaume-Uni        | Europe    | 22 000          |                      |                          | 52° 57′ 11″ nord, 1° 09′ 00″ ouest     |       |
| Place Pershing                                                              | Pershing Square                                                                      | Los Angeles           | États-Unis         | Amérique  | 20 000          |                      |                          | 34° 02′ 56″ nord, 118° 15′ 11″ ouest   |       |
| Grand-Place                                                                 | Grand-Place                                                                          | Arras                 | France             | Europe    | 20 000          | 200×100              |                          | 50° 17′ 31″ nord, 2° 46′ 48″ est       |       |
| Place Romaine (en)                                                          | Римски трг (Rimski trg)                                                              | Podgorica             | Monténégro         | Europe    | 20 000          |                      |                          | 42° 26′ 35″ nord, 19° 14′ 49″ est      |       |
| Place du Dam                                                                | De Dam                                                                               | Amsterdam             | Pays-Bas           | Europe    | 20 000          | 200×100              |                          | 52° 22′ 23″ nord, 4° 53′ 35″ est       |       |
| Place du Vieux Marché                                                       | Stary Rynek                                                                          | Poznań                | Pologne            | Europe    | 19 881          | 141×141              |                          | 52° 24′ 29″ nord, 16° 56′ 02″ est      |       |
| Place de Mai                                                                | Plaza de Mayo                                                                        | Buenos Aires          | Argentine          | Amérique  | 19 713          |                      |                          | 34° 36′ 29″ sud, 58° 22′ 19″ ouest     |       |
| Place des Vosges                                                            | Place des Vosges                                                                     | Paris                 | France             | Europe    | 19 600          | 140×140              |                          | 48° 51′ 22″ nord, 2° 21′ 58″ est       |       |
| Place d'Armes (es)                                                          | Plaza de Armas                                                                       | Cuzco                 | Pérou              | Amérique  | 19 376          | 173×112              |                          | 13° 31′ 01″ sud, 71° 58′ 44″ ouest     |       |
| Place Gwanghwamun (en)                                                      | 광화문광장 (Gwanghwamun gwangjang)                                                   | Séoul                 | Corée du Sud       | Asie      | 19 024          |                      |                          | 37° 34′ 23″ nord, 126° 58′ 37″ est     |       |
| Place Saint-Lambert                                                         |                                                                                      | Liège                 | Belgique           | Europe    | 19 000          |                      | Cathédrale Saint-Lambert | 50° 38′ 32″ nord, 5° 34′ 25″ est       |       |
| Place de Macédoine                                                          | Плоштад Македонија (Ploštad Makedonija)                                              | Skopje                | Macédoine du Nord  | Europe    | 18 500          |                      |                          | 41° 59′ 46″ nord, 21° 25′ 55″ est      |       |
| Place du Marché                                                             | Площа Ринок (Plochtcha Rinok)                                                        | Lviv                  | Ukraine            | Europe    | 18 300          | 142×129              |                          | 49° 50′ 28″ nord, 24° 01′ 52″ est      |       |
| Parc Salvator                                                               | Parc Salvator                                                                        | Mulhouse              | France             | Europe    | 18 091          | 270×67               |                          | 47° 44′ 56″ nord, 7° 20′ 42″ est       |       |
| Place de la Riponne                                                         | Place de la Riponne                                                                  | Lausanne              | Suisse             | Europe    | 18 000          | 200×90               |                          | 46° 31′ 26″ nord, 6° 37′ 59″ est       |       |
| Place du Canada                                                             | Place du Canada                                                                      | Montréal              | Canada             | Amérique  | 17 800          | 200×89               |                          | 45° 29′ 56″ nord, 73° 34′ 08″ ouest    |       |
| Place du Marché                                                             | Rynek                                                                                | Zakliczyn             | Pologne            | Europe    | 17 544          | 172×102              |                          | 49° 51′ 22″ nord, 20° 48′ 29″ est      |       |
| Place de la Liberté (pl)                                                    | Plac Wolności                                                                        | Poznań                | Pologne            | Europe    | 17 425          | 205×85               |                          | 52° 24′ 29″ nord, 16° 55′ 41″ est      |       |
| Place Přemysl Otakar II                                                     | Náměstí Přemysla Otakara II                                                          | České Budějovice      | République tchèque | Europe    | 17 000          |                      |                          | 48° 58′ 30″ nord, 14° 28′ 26″ est      |       |
| Place de la Paix (cs)                                                       | Mírové náměstí                                                                       | Litoměřice            | République tchèque | Europe    | 17 000          |                      |                          | 50° 32′ 02″ nord, 14° 07′ 55″ est      |       |
| Place du Marché                                                             | Place du Marché                                                                      | Vevey                 | Suisse             | Europe    | 17 000          |                      |                          | 46° 27′ 35″ nord, 6° 50′ 32″ est       |       |
| Place du Marché                                                             | Rynek                                                                                | Nowy Sącz             | Pologne            | Europe    | 16 610          | 151×110              |                          | 49° 37′ 30″ nord, 20° 41′ 28″ est      |       |
| Place des Martyrs                                                           | Piazza dei Martiri                                                                   | Carpi                 | Italie             | Europe    | 16 560          | 276×60               |                          | 44° 47′ 02″ nord, 10° 53′ 06″ est      |       |
| Place de la Constitution (es)                                               | Plaza de la Constitución                                                             | Guatemala             | Guatemala          | Amérique  | 16 000          |                      |                          | 14° 38′ 31″ nord, 90° 30′ 47″ ouest    |       |
| Terrasse du Palais                                                          | Terreiro do Paço                                                                     | Vila Viçosa           | Portugal           | Europe    | 16 000          |                      |                          | 38° 46′ 59″ nord, 7° 25′ 12″ ouest     |       |
| Place du Château                                                            | Piazza Castello                                                                      | Milan                 | Italie             | Europe    | 15 800          |                      |                          | 45° 28′ 08″ nord, 9° 10′ 52″ est       |       |
| Place Alexandre                                                             | Alexanderplatz                                                                       | Berlin                | Allemagne          | Europe    | 15 000          |                      |                          | 52° 31′ 19″ nord, 13° 24′ 47″ est      |       |
| Nouvelle place royale                                                       | Kongens Nytorv                                                                       | Copenhague            | Danemark           | Europe    | 15 000          |                      |                          | 55° 40′ 48″ nord, 12° 35′ 10″ est      |       |
| Place de la République (en)                                                 | Трг Републике (Trg Repoublike)                                                       | Podgorica             | Monténégro         | Europe    | 15 000          |                      |                          | 42° 26′ 28″ nord, 19° 15′ 47″ est      |       |
| Place du Marché                                                             | Rynek                                                                                | Nowy Targ             | Pologne            | Europe    | 14 300          | 140×110              |                          | 49° 28′ 55″ nord, 20° 01′ 52″ est      |       |
| Place de la Liberté                                                         | Place de la Liberté                                                                  | Toulon                | France             | Europe    | 14 040          | 120×117              |                          | 43° 07′ 34″ nord, 5° 55′ 48″ est       |       |
| Place Drouet-d'Erlon                                                        | Place Drouet d'Erlon                                                                 | Reims                 | France             | Europe    | 14 035          | 401×35               |                          | 49° 15′ 18″ N, 4° 01′ 38″ E            |       |
| Place Principale                                                            | Plaza Mayor                                                                          | Villa de Leyva        | Colombie           | Amérique  | 14 000          |                      |                          | 5° 38′ 02″ nord, 73° 31′ 26″ ouest     |       |
| Place des Tourbines (de)[réf. nécessaire]                                   | Turbinenplatz                                                                        | Zurich                | Suisse             | Europe    | 14 000          |                      |                          | 47° 23′ 24″ nord, 8° 31′ 01″ est       |       |
| Place Colomb                                                                | Columbus Circle                                                                      | New York              | États-Unis         | Amérique  | 13 750          |                      |                          | 40° 46′ 05″ nord, 73° 58′ 55″ ouest    |       |
| Remblai                                                                     | Riva                                                                                 | Split                 | Croatie            | Europe    | 13 500          | 300×45               |                          | 43° 30′ 29″ nord, 16° 26′ 17″ est      |       |
| Place du peuple                                                             | Piazza del Popolo                                                                    | Rome                  | Italie             | Europe    | 13 500          | 150×90               |                          | 41° 54′ 40″ nord, 12° 28′ 34″ est      |       |
| Place des Mineurs                                                           | Námestie baníkov                                                                     | Rožňava               | Slovaquie          | Europe    | 13 500          | 115×115              |                          | 48° 39′ 43″ nord, 20° 31′ 59″ est      |       |
| Place Gambetta                                                              | Place Gambetta                                                                       | Bordeaux              | France             | Europe    | 13 328          | 98×136               |                          | 44° 50′ 28″ nord, 0° 34′ 48″ ouest     |       |
| Place Stanislas                                                             | Place Stanislas                                                                      | Nancy                 | France             | Europe    | 13 250          | 125×106              |                          | 48° 41′ 38″ nord, 6° 10′ 59″ est       |       |
| Seoul Plaza                                                                 | 서울광장 (Seoul gwangjang)                                                           | Séoul                 | Corée du Sud       | Asie      | 13 207          |                      |                          | 37° 33′ 58″ nord, 126° 58′ 41″ est     |       |
| Place Ban-Jelačić                                                           | Trg bana Jelačića                                                                    | Zagreb                | Croatie            | Europe    | 13 125          | 175×75               |                          | 45° 48′ 47″ nord, 15° 58′ 37″ est      |       |
| Vieux Marché                                                                | Altmarkt                                                                             | Dresde                | Allemagne          | Europe    | 13 000          | 130×100              |                          | 51° 03′ 00″ nord, 13° 44′ 17″ est      |       |
| Place du Marché (pl)                                                        | Rynek                                                                                | Żelechów              | Pologne            | Europe    | 12 996          | 114×114              |                          | 51° 48′ 32″ nord, 21° 53′ 46″ est      |       |
| Place Saint-Marc                                                            | Piazza San Marco                                                                     | Venise                | Italie             | Europe    | 12 128          | 175×82×57            | Place trapézoïdale       | 45° 26′ 02″ nord, 12° 20′ 17″ est      |       |
| Place Principale                                                            | Plaza Mayor                                                                          | Madrid                | Espagne            | Europe    | 12 126          | 129×94               |                          | 40° 24′ 54″ nord, 3° 42′ 25″ ouest     |       |
| Place du Capitole                                                           | Place du Capitole                                                                    | Toulouse              | France             | Europe    | 12 000          | 120×100              |                          | 43° 36′ 14″ nord, 1° 26′ 35″ est       |       |
| Place de la Cathédrale (en)                                                 | Dóm tér                                                                              | Szeged                | Hongrie            | Europe    | 12 000          |                      |                          | 46° 14′ 53″ nord, 20° 08′ 56″ est      |       |
| Place George                                                                | George Square                                                                        | Glasgow               | Royaume-Uni        | Europe    | 11 250          | 125×90               |                          | 55° 51′ 40″ nord, 4° 15′ 00″ ouest     |       |
| Place du Général-de-Gaulle                                                  | « Grand'Place »                                                                      | Lille                 | France             | Europe    | 11 160          | 155×72               |                          | 50° 38′ 13″ N, 3° 03′ 47″ E            |       |
| Placce Aurelio Saffi (it)                                                   | Piazza Aurelio Saffi                                                                 | Forlì                 | Italie             | Europe    | 11 136          | 128×87               |                          | 44° 13′ 23″ nord, 12° 02′ 28″ est      |       |
| Place Ducale                                                                | Place Ducale                                                                         | Charleville-Mézières  | France             | Europe    | 11 130          | 128×87               |                          | 49° 46′ 24″ nord, 4° 43′ 14″ est       |       |
| Place du Ralliement                                                         | Place du Ralliement                                                                  | Angers                | France             | Europe    | 11 000          | 110x100              |                          | 47° 28′ 16″ nord, 0° 33′ 04″ ouest     |       |
| Place de l'Unité-Italienne                                                  | Piazza Unità d'Italia                                                                | Trieste               | Italie             | Europe    | 10 368          |                      |                          | 45° 39′ 00″ nord, 13° 46′ 05″ est      |       |
| Grand-Place                                                                 | Markt                                                                                | Bruges                | Belgique           | Europe    | 10 000          |                      |                          | 51° 12′ 32″ nord, 3° 13′ 26″ est       |       |
| Place Émilie-Gamelin                                                        | Place Émilie-Gamelin                                                                 | Montréal              | Canada             | Amérique  | 10 000          | 100×100              |                          | 45° 30′ 54″ nord, 73° 33′ 36″ ouest    |       |
| Place d'Italie (it)                                                         | Piazza d'Italia                                                                      | Sassari               | Italie             | Europe    | 10 000          | 100×100              |                          | 40° 43′ 30″ nord, 8° 33′ 50″ est       |       |
| Place du Grand Marché (pl)                                                  | Rynek Wielki                                                                         | Zamość                | Pologne            | Europe    | 10 000          | 100×100              |                          | 50° 43′ 01″ nord, 23° 15′ 07″ est      |       |
| Grand Marché (de)                                                           | Großer Markt                                                                         | Sarrelouis            | Allemagne          | Europe    | 10 000          | 100×100              |                          | 49° 18′ 58″ nord, 6° 45′ 00″ est       |       |
| 6° 24′ 3″ sud, 38° 51′ 43″ ouest                                            |                                                                                      |                       |                    |           |                 |                      |                          |                                        |       |